# Her Boy (film fra 1918)
Her Boy er en amerikansk stumfilm fra 1918 af George Irving.

## Medvirkende
- Effie Shannon som Helen Morrison
- Niles Welch som David Morrison
- Pauline Curley som Virginia Gordon
- James T. Galloway som Danby Gordon
- Pat O'Malley som Charlie Turner